# Her Desperate Choice
Her Desperate Choice is een Amerikaanse televisiefilm die op 6 oktober 1996 in première ging. De hoofdrollen worden in deze waargebeurde film gespeeld door Faith Ford en Kyle Secor.

## Verhaal
Jody is ervan overtuigd dat haar ex-man hun dochter Samantha heeft misbruikt, maar ze kan niets bewijzen. Als hij de voogdij krijgt toegewezen, duiken ze onder. Haar ex-man zet alle mogelijke middelen in om zijn dochter en Jody te vinden.

## Rolverdeling
| Acteur            | Personage           |
| ----------------- | ------------------- |
| Faith Ford        | Jody Murdock        |
| Kyle Secor        | Jim Rossi           |
| Hanna Hall        | Samantha Murdock    |
| Nigel Bennett     | Raskin              |
| Lynne Cormack     | Grace               |
| Mimi Kuzyk        | Dokter Baskin       |
| Corinne Conley    | Grootmoeder Murdock |
| Michael Reynolds  | Grootvader Rossi    |
| Alex Carter       | Marcus Perry        |
| Philip Williams   | Frank               |
| Martin Roach      | Mike Donner         |
| Jackie Richardson | Frances             |
| Deborah Grover    | Kathy Shelter       |
| Vickie Papavs     | Marnie              |
| Christina Collins | Myrna Goodman       |
| David Huband      | State Trooper       |
| Michael Kramer    | Arron Miller        |